# Anna Sticker
Anna Sticker (* 28. März 1902 in Frankfurt am Main; † 23. November 1995 in Düsseldorf-Kaiserswerth) war eine deutsche Lehrerin für Höhere Schulen, Diakonisse und Diakoniehistorikerin.

## Leben
Anna Sticker wurde als Tochter des Professors für Medizin Anton Sticker (1861–1944) und Nichte des Würzburger Medizinhistorikers Georg Sticker (1860–1960) geboren und durch diese beiden Menschen stark geprägt. Nach ihrem Abitur im Jahr 1922 fehlte den Eltern jedoch das Geld, um Anna Sticker Medizin studieren zu lassen, was ihrem eigentlichen Berufswunsch entsprochen hätte. Am 5. November 1923 trat Anna Sticker in das  Kaiserswerther Diakonissenmutterhaus ein und wurde 1927 dort als Diakonisse eingesegnet. Sie studierte nun zunächst Religion, Botanik und Zoologie für das Lehramt an Höheren Schulen und arbeitete als Lehrerin.
1937 wurde der damalige Vorsitzende des Kaiserswerther Verbandes, Pastor Siegfried Graf von Lüttichau, auf Anna Stickers historisches Interesse aufmerksam. Er übertrug ihr die Leitung der Kaiserswerther Fachbücherei sowie des Theodor-Fliedner-Archivs. Anna Sticker widmete sich nun ihrem historischen Interesse und forschte vor allem zu Theodor und Friederike Fliedner, den Gründern der Kaiserswerther Diakonie, zur Geschichte des Kaiserswerther Verbandes sowie zur Geschichte Agnes Karlls und der von ihr gegründeten Berufsorganisation der Krankenpflegerinnen Deutschlands. Anna Stickers Studien zu Friederike Fliedner trugen dazu bei, die Rolle dieser Frau bei der Gründung des Kaiserswerther Mutterhauses neu zu beleuchten. Anna Sticker arbeitete heraus, dass Friederike Fliedner geb. Münster durch ihre Konzeption der Mutterhausidee maßgeblich zur „Heranbildung mündiger“ Diakonissen und Frauen beigetragen habe. Die restriktive Komponente der Mutterhausidee wurde, so Sticker, erst durch Theodor Fliedners zweite Frau, Caroline Fliedner, in Kaiserswerth implementiert. Anna Sticker war auch ein wichtiges Bindeglied zwischen der diakoniegebundenen und der säkularen Krankenpflege.
Während ihrer Studien zu Theodor und Friederike Fliedner am Diakoniewissenschaftlichen Institut der Universität Heidelberg wohnte sie sechs Monate lang in der Schwesternschule der Universität Heidelberg und trug so in den 50er und 60er Jahren, in Zusammenarbeit mit den Schulleitungen Olga von Lersner und später Antje Grauhan, dazu bei, dass eine Verbindung zwischen diakonischer Tradition und modernen US-amerikanischen Pflegetheorien geschaffen werden konnte. In dieser Zeit wurde der Diakoniewissenschaftler Paul Philippi am Diakoniewissenschaftlichen Institut mit einer Arbeit zu den Vorstufen des modernen Diakonissenamtes (1789–1848) habilitiert. Ebenso bearbeitete Sticker in dieser Zeit die Verbindungen zwischen dem Zürcher Theologen Leonhard Ragaz und Agnes Karll, die als Begründerin der modernen Krankenpflege gilt. Beim Kaiserswerther Modellprojekt „Menschengerechte Krankenpflege“ in den Jahren zwischen 1980 und 1983 kam es zu einer intensiven Zusammenarbeit zwischen Anna Sticker und den Pflegewissenschaftlerinnen Johanna Taubert und Hilde Steppe. Anna Sticker sorgte dafür, dass Hilde Steppe das Grab von Agnes Karll in Embsen aufsuchte; sie gab zudem ihr pflegehistorisches Wissen an die jüngere Hilde Steppe weiter und sorgte so für die Weitergabe des mutterhausgebundenen Wissens an den Deutschen Verein für Pflegewissenschaft. Gegen Ende ihres Lebens tauschte Anna Sticker manchmal die Diakonissenkleidung gegen die für die damalige Zeit übliche Frauenkleidung. Anna Sticker verstarb im Feierabendhaus des Diakoniewerkes Düsseldorf-Kaiserswerth. Ihr Nachlass befindet sich im Archiv der Fliedner-Kulturstiftung Kaiserswerth.

## Ehrungen
- Ehrendoktorwürde der Evangelisch–Theologischen Fakultät der Universität Bonn 1972.
- Ehrenmitgliedschaft des Deutschen Vereins für Pflegewissenschaft (heute: Deutsche Gesellschaft für Pflegewissenschaft) seit der 3. Mitgliederversammlung im Jahr 1991.[7]

## Veröffentlichungen
- Marie Gallison-Reuter. In: Kaiserswerther Mitteilungen 4, 1954, S. 52–55.
- Die Entstehung der neuzeitlichen Krankenpflege. Deutsche Quellenstücke aus der ersten Hälfte des 19. Jahrhunderts, Kohlhammer Verlag Stuttgart 1960.
- Theodor und Friederike Fliedner. Von den Anfängen der Frauendiakonie, Neukirchener Verlag des Erziehungsvereins 1965.
- Agnes Karll. Die Reformerin der deutschen Krankenpflege, 1. Auflage, Aussaat–Verlag Wuppertal 1977.
- Agnes Karll: 3. Auflage Kohlhammer 1984 Agnes Karll: Die Reformerin der deutschen Krankenpflege